# Adam Stanisław Bełżecki
Adam Stanisław Bełżecki herbu Jastrzębiec (zm. przed 14 grudnia 1698 roku) – stolnik bełski od 1693 roku.
Poseł sejmiku ziemskiego ziemi halickiej na sejm konwokacyjny 1696 roku.